# 平沼豊
平沼 豊（ひらぬま ゆたか、1979年7月31日 - ）は、日本の脚本家・映画監督。
元株式会社パイロットフィッシュ所属作家。現在はフリーで活動。埼玉県出身。

## 人物
コロラド大学卒業後、日本国内の外資系ホテルに勤務する。後に映画や舞台の脚本や監督を手掛けた。

## 作品
- 『有田の前で待ち合わせ』（2010年）
- 『東京探偵』（2013年）
- 『オフステージ』（2015年）
- 『慄の果戦てに女は嗤う』（2016年）
- 『9つの窓』（2016年）
- 『生前葬~はみ出し者の逝く末~』（2017年）
- 『楽園グラデーション』（2018年）
- 『無法者たちの唄』（2020年）
- 『バイオハザード;インフィニット ダークネス』通訳（2021年）